# Ambiamor

Bandeira ambiamorosa

Ambiamor é um neologismo que se refere à capacidade de vivenciar ou curtir ambos relacionamentos monogâmicos e poliamorosos.
A ambiamoria pode ser considerada uma forma de não-monogamia, pois não depende estritamente da monogamia. Ambiamor não pode ser confundida com a bigamia, pois essa é uma poligamia, os termos podem ser parecidos por usarem a raiz bi, mas note que ambi- vem de ambivalência e ambiguidade.
Este não é um tipo de relacionamento, mas sim um sentimento específico que alguém pode ter em relação aos relacionamentos. Uma pessoa ambiamorosa pode ter apenas um parceiro ou vários. No caso de ter vários parceiros, é necessário o consentimento de todos os indivíduos envolvidos, estando cientes de que seu parceiro, chamado de metamor, tem outros parceiros, e eles também têm que expressar que estão bem com isso, caso contrário, é simplesmente traição.
Ambiamor pode se aplicar a parcerias sexuais, românticas, (quasi)platônicas, etc., não se restringindo somente a romanticidade. Muitos que vivenciam o ambiamor também podem ser adeptos da anarquia relacional, por exemplo.